# Ронкайнен, Микко
Микко Тапани Ронкайнен (фин. Mikko Tapani Ronkainen; род. 25 ноября 1978 года, Муураме) — финский фристайлист, выступавший в могуле. Двукратный чемпион мира, серебряный призёр Олимпиады 2006 года.

## Карьера
В Кубке мира Микко Ронкайнен дебютировал 4 февраля 1996 года на этапе в австрийском Кирхберге, где занял только 50-е место. Неделю спустя в Ля Клуза занял 25-е место и набрал свои первые очки в зачёте Кубка мира. В декабре 1997 года впервые попал в десятку в параллельном могуле на этапе в Тине.
21 февраля 1999 года стал вторым на этапе в японском Мадарао. Первую победу одержал в следующем сезоне, выиграв этап в шведском Тандаделене. В 1999 году впервые стартовал на чемпионате мира, но как в могуле, так и в параллельном могуле занимал места во втором десятке.
Наиболее удачным сезоном в карьере финского могулиста стал сезон 2000/01. Он одержал две победы на этапах Кубка мира на бывшей и будущей олимпийских трассах в Иидзуне и Дир-Вэлли соответственно. По итогам сезона Ронкайнен выиграл как зачёт могула, так и общий зачёт Кубка мира. В завершении сезона на чемпионате мира в Канаде финн выиграл золотую медаль в могуле, а в параллельном могуле остановился в шаге от медали, проиграв заезд за бронзу французу Йоанну Грегуару.
На дебютной для себя Олимпиаде Ронкайнен был одним из фаворитов, с третьим результатом преодолел квалификацию. Однако в финале он не смог существенно улучшить свой результат и в итога расположился только на восьмом месте.
Через год, на той же олимпийской трассе, Микко Ронкайнен защитил звание чемпиона мира в одиночном могуле, в параллельном могуле стал девятым. На домашнем чемпионате мира 2005 года финн был девятым в могуле, а в параллельном виде опять проиграл бронзовый финал (на этот раз американцу Джереми Блуму) и стал четвёртым.
На Олимпийских играх в Турине Ронкайнен был только 13-м после квалификационного раунда, но в решающем спуске улучшил свой результат почти на 3 балла и завоевал серебряную медаль, пропустив вперёд на 0,15 балла знаменитого австралийца Дейла Бегг-Смита.
После Олимпиады результаты финского спортсмена пошли на спад. В феврале 2007 года он завоевал свой последний подиум этапа Кубка мира, занял только 36-е место на чемпионате мира 2007 года. Последним крупным турниром в карьере Ронкайнена стала Олимпиада в Ванкувере. В квалификации он занял 20-е место, последнее позволявшее пройти в финал. В финале показал 14-й результат.
В 2010 году завершил карьеру.